# Petra van Staveren
Petra van Staveren (Kampen, 2 juni 1966) is een voormalig Nederlands zwemster.
Zij behaalde het grootste succes uit haar carrière in 1984, toen zij tijdens de Olympische Spelen in Los Angeles de gouden medaille won op de 100 m schoolslag in een tijd van 1.09,88. Twee jaar later won zij een bronzen medaille bij de wereldkampioenschappen met de estafetteploeg 4 x 100 m wisselslag. Van Staveren werd tien keer Nederlands kampioen en zwom zeventien Nederlandse records lange baan. 
In 1985 werd zij onderscheiden als Ridder in de Orde van Oranje-Nassau.
1968: Đurđica Bjedov ·
1972: Cathy Carr ·
1976: Hannelore Anke ·
1980: Ute Geweniger ·
1984: Petra van Staveren ·
1988: Tania Dangalakova ·
1992: Jelena Roedkovskaja ·
1996: Penelope Heyns ·
2000: Megan Quann ·
2004: Luo Xuejuan ·
2008: Leisel Jones ·
2012: Rūta Meilutytė ·
2016: Lilly King ·
2020: Lydia Jacoby ·
2024: Tatjana Smith